# Struthiola salteri
Struthiola salteri är en tibastväxtart som beskrevs av Margaret Rutherford Bryan Levyns. Struthiola salteri ingår i släktet Struthiola och familjen tibastväxter. Inga underarter finns listade i Catalogue of Life.